# Krisen i Östtimor 1999
Krisen i Östtimor 1999 började genom att aktivister mot självständighet attackerade civila, som sen expanderade till allmänt våld genom landet, speciellt i huvudstaden Dili. Våldet utbröt efter att en majoritet hade röstat för självständighet för Östtimor från Indonesien. 1400 personer tros ha dött i oroligheterna. Ett FN-förband bestående av främst Australian Defence Force tillsattes för att etablera och bevara fred i Östtimor.